# Trigonidium bundilla
Trigonidium bundilla är en insektsart som beskrevs av Otte, D. och R.D. Alexander 1983. Trigonidium bundilla ingår i släktet Trigonidium och familjen syrsor. Inga underarter finns listade i Catalogue of Life.